# Lily May Perry
Lily May Perry (* 5. Januar 1895 in Havelock, New Brunswick; † 11. März 1992 in Hingham, Massachusetts) war eine kanadisch-amerikanische Botanikerin, die am Arnold Arboretum arbeitete und vor allem für ihre detaillierte Zusammenstellung von Informationen über Heilpflanzen Ost- und Südostasiens und ihre Mitarbeit an der Flora von Neuguinea bekannt ist. Perry ist auch die drittgrößte Autorin von Landpflanzenarten unter den Wissenschaftlerinnen und hat insgesamt 414 Arten benannt.

## Jugend und Ausbildung
Perry wurde in Havelock, New Brunswick in Kanada geboren. Ihre frühe Ausbildung erhielt sie in einer Einklassenschule. Am New Brunswick Teachers’ College in Fredericton erhielt sie eine Lehrerausbildung. Nach einer kurzzeitigen Tätigkeit als Lehrerin besuchte sie die Acadia University und erwarb dort 1921 einen Bachelor of Science in Biologie mit Auszeichnung. Sie verbrachte weitere drei Jahre als Lehrerin, bevor sie am Radcliffe College zugelassen wurde und Kurse bei E. C. Jeffries und M. L. Fernald belegte und 1925 ihren Master of Arts erhielt. 1930 erhielt sie ein Stipendium für ein Promotionsstudium bei J. M. Greenman an der Washington University in St. Louis. Ihre Doktorarbeit über nordamerikanische Eisenkrautarten schloss sie 1933 ab. 1938 erhielt sie die US-amerikanische Staatsbürgerschaft.

## Karriere
Im Sommer 1929 verbrachte sie einen Monat mit Dr. Muriel V. Roscoe auf Saint Paul Island (Nova Scotia) und sammelte dort Pflanzenproben, was zur Erstellung einer 1931 veröffentlichten Gefäßflora der Insel führte. Nach Abschluss ihrer Promotion nahm sie jeweils befristete Stellen an der University of Georgia und am privaten Sweet Briar College in Virginia für Frauen an. Nachdem es ihr nicht gelungen war, eine feste Stelle in Kanada zu finden, wurde sie wieder von M. L. Fernald als Assistentin für das Gray Herbarium in Harvard  eingestellt. 1936 wurde sie von Elmer Drew Merrill an das Arnold Arboretum versetzt, um bei der Organisation von Sammlungen aus Neuguinea und anderen Teilen des Pazifiks zu helfen. Perry erreichte 1960 das Rentenalter, blieb aber noch bis 1964 im Arnold Arboretum, um Medicinal Plants of East and Southeast Asia: Attributed Properties and Uses fertigzustellen.
Um Lily May Perry als Person bzw. als Autorin bei der Zitierung eines botanischen Namens anzugeben, wird das Autorenkürzel L.M.Perry verwendet.

## Auszeichnungen
- 1971: Ehrendoktorwürde der Acadia University[3]

## Publikationen (Auswahl)
- A tentative revision of Alchemilla & Lachemilla, Cambridge, MA : Gray Herbarium of Harvard University, 1929. OCLC 7148852
- The vascular flora of St. Paul Island, Nova Scotia, Cambridge, MA : Harvard University, 1931. OCLC 7103587
- A revision of the North American species of Verbena, Ph. D. Washington University, St. Louis 1932, Saint Louis, Washington University [1933]. OCLC 4458441
- Mit Merritt Lyndon Fernald: Biographical memoir of Benjamin Lincoln Robinson, 1864–1935, Washington : National Academy of Sciences, 1937. OCLC 9165837
- Mit Elmer D. Merrill: Reinstatement and revision of Cleistocalyx Blume (including Acicalyptis A. Gray), a valid genus of the Myrtaceae, Jamaica Plain : Arnold Arboretum, 1937. OCLC 175298244
- Mit Elmer D. Merrill: The myrtaceous genus Syzygium Gaertner in Borneo, [Boston], [American Academy of Arts and Sciences] 1939. OCLC 6258307
- Mit L. J. Brass, Elmer D. Merrill Et al.: [Botanical results of the Richard Archbold Expeditions], [Cambridge, Mass.] : Arnold Arboretum, 1939–1941. OCLC 25360740
- Mit Elmer D. Merrill: Plantae papuanae archboldianae. 13, Melastomataceae, [Cambridge, Mass.] : [Arnold Arboretum], [1943]. OCLC 174097907
- Marine shells of the western coast of Florida, Ithaca, N.Y : Paleontological Research Institution, 1955. OCLC 922758576
- Medicinal plants of East and Southeast Asia : attributed properties and uses mit Judith Metzger, Cambridge : MIT Press, 1980. OCLC 5777326

## Weblink
- Taxonomic Literature II--Perry, Lily May (1895-?)